# Berteroella maximowiczii
Berteroella maximowiczii är en korsblommig växtart som först beskrevs av Ivan Vladimirovitj Palibin, och fick sitt nu gällande namn av Otto Eugen Schulz. Berteroella maximowiczii ingår i släktet Berteroella och familjen korsblommiga växter. Inga underarter finns listade i Catalogue of Life.